# Liste der denkmalgeschützten Objekte in Neustift im Stubaital
Die Liste der denkmalgeschützten Objekte in Neustift im Stubaital enthält die 18 denkmalgeschützten, unbeweglichen Objekte der Gemeinde Neustift im Stubaital.

## Denkmäler
| Foto  |                 | Denkmal                                                                                       | Standort                                           | Beschreibung | Metadaten |
| ----- | --------------- | --------------------------------------------------------------------------------------------- | -------------------------------------------------- | --- | --- |
| ja    | Datei hochladen | Kath. Pfarrkirche hl. Georg und Friedhof HERIS-ID: 55739 Objekt-ID: 64550 TKK: 19334          | gegenüber Dorf 11 Standort KG: Neustift            | Die für eine Dorfkirche ungewöhnlich große barocke Kirche wurde 1768–1774 nach Plänen von Franz de Paula Penz errichtet. Das schlichte Äußere mit geradem Chorschluss und mit mehreren eingeschoßige Bauten eingeschlossenem Ostturm beherbergt einen einheitlich gestalteten dreijochigen reich ausgestatteten Innenraum. Der Stuck wurde 1770–1775 von Jakob Philipp Santer geschaffen, die Deckenfresken stammen von Josef Anton Zoller, Joseph Haller, Joseph Keller und Franz Altmutter. Die Kirche verfügt über fünf Altäre, von denen der Hochaltar mit den beiden flankierenden Seitenaltären zu einer Schauwand verbunden ist. Zwei weitere Seitenaltäre mit Altarblättern von Carl Henrici befinden sich im Langhaus.                                                                               | BDA-Hist.: Q38067574 Status: § 2a Stand der BDA-Liste: 2025-06-30 Name: Kath. Pfarrkirche hl. Georg und Friedhof GstNr.: 211, 212/4, 212/3 Hl. Georg (Neustift im Stubaital) |
| ja    | Datei hochladen | Widum HERIS-ID: 55737 Objekt-ID: 64547 TKK: 19335                                             | Dorf 20 Standort KG: Neustift                      | Ein Kirchenbau von 1516 wurde 1868 zum Widum umgebaut. Die Fassaden des mächtigen dreigeschoßigen Baus mit Walmdach sind mit gemalten Eckquadern und Fensterfaschen gestaltet. Der Haupteingang im Süden mit Rundbogenportal und ornamentierter, zweiflügeliger Holztür von 1868 wird über eine zweiläufige Steintreppe mit Schmiedeeisengeländer erreicht. | BDA-Hist.: Q38067565 Status: § 2a Stand der BDA-Liste: 2025-06-30 Name: Widum GstNr.: .444                                                                                   |
| ja    | Datei hochladen | Ereignisdenkmal Franz Senn HERIS-ID: 89482 Objekt-ID: 104114 TKK: 42052                       | vor Dorf 22 Standort KG: Neustift                  | Das Denkmal für Franz Senn, der als Pfarrer in Neustift wirkte, wurde 1962 von Peter Schneider geschaffen. Es besteht aus einem rechteckigen Naturstein mit einem eingemeißelten Porträt Franz Senns im Profil. Daneben befindet sich ein Steinquader mit Alpenvereinssymbol und Inschrift des Österreichischen, Deutschen und Südtiroler Alpenvereins. | BDA-Hist.: Q37738143 Status: § 2a Stand der BDA-Liste: 2025-06-30 Name: Ereignisdenkmal Franz Senn GstNr.: 205/1                                                             |
| ja    | Datei hochladen | Milderer Kapelle HERIS-ID: 89458 Objekt-ID: 104089 TKK: 42047                                 | nahe Franz-Senn-Straße 168 Standort KG: Neustift   | Die zweijochige gemauerte Kapelle mit steilem Satteldach und hölzernem Glockenturm wurde um 1800 erbaut. An der Giebelfassade finden sich Darstellungen der hl. Josef und Wendelin von 1984. Der Innenraum ist mit einer Stichkappentonne und klassizistischer Ausmalung versehen. | BDA-Hist.: Q37737966 Status: § 2a Stand der BDA-Liste: 2025-06-30 Name: Milderer-Kapelle GstNr.: 1509 Milderer Kapelle                                                       |
| ja    | Datei hochladen | Siller-Kapelle HERIS-ID: 11314 Objekt-ID: 7399 TKK: 42045                                     | gegenüber Herrengasse 18 Standort KG: Neustift     | Der gemauerte, fensterlose Kapellenbildstock mit geradem Chorschluss und steilem, brettergedecktem Satteldach stammt aus der zweiten Hälfte des 17. Jahrhunderts. An der Fassade finden sich gemalte Darstellungen des Gnadenbildes Mariahilf und von Gottvater mit Heiliggeisttaube. Das Kreuzgewölbe im Inneren ist mit Zackenmuster an den Graten sowie Darstellungen der Arma Christi, des Herzen Jesu und übertünchten Blumenmustern in den Gewölbezwickeln geschmückt. | BDA-Hist.: Q38096291 Status: Bescheid Stand der BDA-Liste: 2025-06-30 Name: Siller-Kapelle GstNr.: 632/2                                                                     |
| ja    | Datei hochladen | Marienkapelle in Kampl HERIS-ID: 89433 Objekt-ID: 104064 TKK: 42043                           | gegenüber Kapellenweg 12 Standort KG: Neustift     | Die 1896 errichtete Kapelle mit steilem Satteldach und Dachreiter ist komplett verschindelt. Der Innenraum ist mit einer blau bemalten hölzernen Segmentbogentonne gedeckt, die Seitenwände sind holzvertäfelt. | BDA-Hist.: Q37737828 Status: § 2a Stand der BDA-Liste: 2025-06-30 Name: Marienkapelle in Kampl GstNr.: .529                                                                  |
| ja    | Datei hochladen | Ortskapelle hl. Maria, Marienkapelle in Krößbach HERIS-ID: 89461 Objekt-ID: 104092 TKK: 19336 | neben Krößbach 71 Standort KG: Neustift            | Die gemauerte spätbarocke Kapelle mit Rundapsis wurde um 1800 errichtet und Ende des 19. Jahrhunderts mit Sakristeianbau und Dachreiter versehen. Nördlich schließt sich ein Erweiterungsbau von 1961 nach Plänen von Clemens Holzmeister mit rechteckigem Grundriss und Satteldach an. | BDA-Hist.: Q37737980 Status: § 2a Stand der BDA-Liste: 2025-06-30 Name: Ortskapelle hl. Maria, Marienkapelle in Krößbach GstNr.: .298                                        |
| ja    | Datei hochladen | Bauernhaus, Singerhof HERIS-ID: 40007 Objekt-ID: 39879 TKK: 42100                             | Rain 10 Standort KG: Neustift                      | Der zweigeschoßige, gemauerte, quergeteilte Einhof mit einfachem Bundwerkgiebel unter vorkragendem Satteldach stammt im Kern aus dem 17. Jahrhundert. Die Fassaden sind mit gemalten Eckquaderketten, einer die obere Mauerkante begleitende Fasche mit Ornamentband und einer Fensterumrahmung mit bekrönender Muschel gestaltet. Über der Eingangstür befindet sich ein polygonaler Erker mit spitz zulaufendem Abschluss und bemalten Erkerfeldern von 1638 mit einer Darstellung des hl. Josef. An der Eingangsfassade befinden sich gemalte Heiligenmedaillons mit dem Gnadenbild von Maria Waldrast (1796) und dem Herzen Jesu (1946). Die zum Hof gehörende Kapelle und der Backofen stehen ebenfalls unter Denkmalschutz.                                                                             | BDA-Hist.: Q37992124 Status: Bescheid Stand der BDA-Liste: 2025-06-30 Name: Bauernhaus, Singerhof GstNr.: 285                                                                |
| ja    | Datei hochladen | Kapelle an der Zeggerbrücke HERIS-ID: 34825 Objekt-ID: 33224 TKK: 42044                       | gegenüber Außerrain 2 Standort KG: Neustift        | Die einjochige, gemauerte Kapelle mit steilem, allseits vorkragendem Satteldach wurde 1692 errichtet. An der Eingangsfassade befindet sich Rundbogenportal mit Pilasterrahmung, darüber Giebelnischen mit gemalten Darstellungen der Verkündigung Mariens, ein Mariahilfbild und ein IHS-Monogramm. Der kreuzgratgewölbte Innenraum weist flachbogig geschlossene, seichten Nischen an der Chorwand und an den Seitenwänden auf. Die reiche, in Fresko-Secco-Technik ausgeführte Ausmalung stammt von 1695. In den Wandnischen finden sich szenische Darstellungen mit Kreuzigung und Grabesruhe Christi an der Altarwand, sowie dem hl. Wandel und dem hl. Petrus an den Seitenwänden. | BDA-Hist.: Q37960378 Status: Bescheid Stand der BDA-Liste: 2025-06-30 Name: Kapelle an der Zeggerbrücke GstNr.: .665                                                         |
| ja    | Datei hochladen | Ortskapelle hl. Georg in Ranalt HERIS-ID: 89469 Objekt-ID: 104100 TKK: 42051seit 2012         | Ranalt Standort KG: Neustift                       | Die Kapelle wurde 1947/48 unter dem französischen Major Geden von deutschen Kriegsgefangenen errichtet. Die zweijochige Kirche mit ihrem massiven, im Osten vorgelagerten Turm ist stilistisch von der Architektur der Zwischenkriegs- bzw. Kriegszeit geprägt. Die Wände sind mit Natursteinmauerwerk gegliedert. Der Innenraum weist eine in Holzbauweise ausgeführte, verschalte und im Wandton getünchte Spitzbogendecke auf. Die Altarwand zeigt eine gemalte, monochrome Darstellung des hl. Georg als Drachentöter. | BDA-Hist.: Q37738017 Status: Bescheid Stand der BDA-Liste: 2025-06-30 Name: Ortskapelle hl. Georg in Ranalt GstNr.: 2260/3 Ortskapelle Ranalt                                |
| ja    | Datei hochladen | Kapelle Schaller HERIS-ID: 89468 Objekt-ID: 104099 TKK: 42050                                 | gegenüber Schaller 27 Standort KG: Neustift        | Die gemauerte, fensterlose Kapelle über rechteckigem Grundriss mit Satteldach und Giebelkreuz wurde 1784 erbaut. Im Inneren weist sie ein Kreuzgewölbe auf. | BDA-Hist.: Q37737999 Status: § 2a Stand der BDA-Liste: 2025-06-30 Name: Kapelle Schaller GstNr.: .619                                                                        |
| ja    | Datei hochladen | Heimatmuseum HERIS-ID: 89483 Objekt-ID: 104115 TKK: 42060                                     | Stubaitalstraße 5 Standort KG: Neustift            | Der zweigeschoßige, quergeteilte Einhof mit Satteldach stammt im Kern aus dem 17. Jahrhundert und wurde 1777 umgebaut. Der gemauerte Wohnteil weist einen Bundwerkgiebel und einen Giebelsöller auf, der rückwärts anschließende Wirtschaftsteil ist über dem gemauerten Stall in Ständerbauweise aufgeführt. Die Fassaden sind mit Architekturmalerei aus der Zeit um 1800 mit Eckquaderung sowie Tür- und Fensterumrahmungen gegliedert. An der Erkerbrüstung finden sich Freskenmedaillons (Schutzengel, Mariahilf, Guter Hirte), an der südlichen Traufseite ein Wandbild mit dem Gnadenbild von Maria Waldrast. Im Inneren hat sich ein Stichkappengewölbe erhalten. Seit 2000 befindet sich in dem Gebäude das Neustifter Heimatmuseum, das bäuerliche Arbeitsgeräte und Einrichtungsgegenstände zeigt. | BDA-Hist.: Q37738160 Status: § 2a Stand der BDA-Liste: 2025-06-30 Name: Heimatmuseum GstNr.: 758/2                                                                           |
| ja    | Datei hochladen | Kornspeicher HERIS-ID: 89484 Objekt-ID: 104116 TKK: 42236                                     | bei Stubaitalstraße 5 Standort KG: Neustift        | Der eingeschoßige Kornkasten in Blockbauweise mit schindelgedecktem Satteldach und offenem Bundwerkgiebel stammt aus dem 19. Jahrhundert. Er bildet heute einen Teil des Heimatmuseums. | BDA-Hist.: Q37738179 Status: § 2a Stand der BDA-Liste: 2025-06-30 Name: Kornspeicher GstNr.: 758/2                                                                           |
| ja    | Datei hochladen | Wohngebäude eines ehem. Paarhofes, Geieralm HERIS-ID: 40000 Objekt-ID: 39868 TKK: 42133       | Volderau 6 Standort KG: Neustift                   | Das Wohngebäude eines Paarhofes mit Mittelflurgrundriss stammt im Kern aus dem 16. Jahrhundert und wurde im 18. Jahrhundert umgebaut. Die Fassaden des zweigeschoßigen gemauerten Baus sind mit Architekturmalerei (Eckquaderung, Fasche, Fensterumrahmungen) und Wandbildern mit Heiligendarstellungen, die zum Teil im 20. Jahrhundert neu- oder übermalt wurden, geschmückt. Im Inneren sind die Mittelflure und die Küche mit Stichkappengewölbe versehen. | BDA-Hist.: Q37992098 Status: Bescheid Stand der BDA-Liste: 2025-06-30 Name: Wohngebäude eines ehem. Paarhofes, Geieralm GstNr.: 3696/2                                       |
| ja    | Datei hochladen | Kruzifix HERIS-ID: 90709 Objekt-ID: 105414 TKK: 42056                                         | Herzebenalm 273, in der Nähe Standort KG: Neustift | Das Kruzifix auf der Herzebenalm ist ein Wegkreuz im Kreuzkasten in typischer, häufig auftretender Form, es stammt aus der 1. Hälfte des 19. Jahrhunderts. Dreinageltypus, dreiteiliger Strahlenkranz, einzeiliger Titulus. Als Teil des Alm-Ensembles Herzeben für den Denkmalschutz von Bedeutung. | BDA-Hist.: Q37749151 Status: § 2a Stand der BDA-Liste: 2025-06-30 Name: Kruzifix GstNr.: 985/1                                                                               |
| ja BW | Datei hochladen | Singerkapelle HERIS-ID: 89480 Objekt-ID: 104112 TKK: 42103                                    | Rain 10 Standort KG: Neustift                      | Die Kapelle des Singerhofs stammt aus dem 17. Jahrhundert und ist rechtwinklig an das Backofenhaus angebaut. Die einjochige fensterlose Kapelle mit geradem Chorschluss und scharschindelgedecktem Satteldach ist an der Giebelfassade mit Heiligenmedaillons (Madonna, hll. Georg und Michael) geschmückt. Das Innere weist ein Kreuzgratgewölbe auf. | BDA-Hist.: Q37738111 Status: Bescheid Stand der BDA-Liste: 2025-06-30 Name: Singerkapelle GstNr.: 285                                                                        |
| ja BW | Datei hochladen | Backofen und Waschküche HERIS-ID: 89481 Objekt-ID: 104113 TKK: 42102                          | Rain 10, bei Standort KG: Neustift                 | Der freistehende gemauerte Backofen des Singerhofs mit Scharschindeldach stammt vermutlich aus dem 17. Jahrhundert. Daran angebaut sind die Waschküche von 1905 und die Kapelle. | BDA-Hist.: Q37738127 Status: Bescheid Stand der BDA-Liste: 2025-06-30 Name: Backofen und Waschküche GstNr.: 285                                                              |
| ja    | Datei hochladen | Neue Regensburgerhütte HERIS-ID: 90848 Objekt-ID: 105554 TKK: 42237seit 2014                  | Regensburger Hütte 285 Standort KG: Neustift       | Die Neue Regensburger Hütte wurde 1930/31 von der Sektion Regensburg des Deutschen Alpenvereins errichtet. Sie erhielt 1961 einen Anbau und wurde 1967/68 erweitert. Das zweigeschoßige Gebäude ist mit einem Satteldach gedeckt. Im Inneren haben sich Stuben aus der Erbauungszeit erhalten. | BDA-Hist.: Q2782645 Status: Bescheid Stand der BDA-Liste: 2025-06-30 Name: Neue Regensburgerhütte GstNr.: 2482/2 Neue Regensburger Hütte                                     |